# Jens Pulver
Jens Johnnie Pulver (Sunnyside, 6 dicembre 1974) è un atleta di arti marziali miste statunitense.
Combatte nella divisione dei pesi gallo per la promozione singaporiana ONE FC.
È stato il primo campione dei pesi leggeri UFC; inoltre ha partecipato alla quinta edizione del reality show The Ultimate Fighter in qualità di allenatore ed ha combattuto per il titolo dei pesi piuma World Extreme Cagefighting e nella prestigiosa organizzazione giapponese Pride.
Pulver ha all'attivo anche quattro gare come pugile professionista e una come kickboxer, tutte e cinque vinte.

## Infanzia
Pulver è stato anche soggetto di alcuni libri per la sua infanzia difficile: figlio di un ex fantino della contea di King, veniva costantemente malmenato dal padre alcolista.

## Carriera nelle arti marziali miste

### Inizi
Pulver si interessa al combattimento durante l'high school, quando entra nella squadra scolastica di lotta libera.
Ha successo immediato in questo sport e vince due campionati statali e viene premiato come all-american.
Dopo aver subito una frattura bilaterale del polso decide di abbandonare la lotta libera e più tardi si dedica alle arti marziali miste.
La carriera da professionista di Pulver inizia nel 1999 con la partecipazione agli eventi Bas Rutten Invitational, dedicati alla leggenda Bas Rutten.
In quattro incontri mette a segno un convincente 3-1 terminato con la vittoria su Joe Stevenson, futura stella KOTC e UFC.

### Ultimate Fighting Championship
Nel settembre dello stesso anno Pulver entra in UFC: il suo primo incontro è un pareggio contro Alfonso Alcarez.
Combatte contemporaneamente anche per l'organizzazione WEF, dove vince due incontri prima di venire sconfitto per sottomissione da Din Thomas.
In UFC il cammino è buono e dopo un record nell'organizzazione di 3-0-1 nel 2001 viene scelto assieme a Caol Uno per la sfida valevole per il neonato titolo dei pesi leggeri UFC: Pulver viene premiato dai giudici di gara con un punteggio migliore rispetto al rivale giapponese e diviene quindi il primo campione dei pesi leggeri nella storia dell'UFC.
Successivamente riesce a difendere il titolo contro Dennis Hallman e in particolare contro il fuoriclasse B.J. Penn, che in tale categoria di peso in tutta la sua carriera è stato sconfitto solamente due volte.
Nel 2002 lascia l'UFC da campione imbattuto a causa di una disputa contrattuale con l'organizzazione.

### L'esperienza in Giappone
Dopo la sua uscita di scena dall'UFC Pulver prende parte a tornei e federazioni minori e subisce due sconfitte, l'ultima delle quali contro Duane Ludwig.
Nel 2004 inizia la sua avventura in Giappone con la promozione Shooto, nella quale combatte due incontri vincendoli entrambi.
La notte di San Silvestro di quell'anno fa il suo esordio nell'organizzazione Pride Fighting Championships, una delle promozioni più importanti del mondo nelle arti marziali miste, con l'evento Pride Shockwave 2004 che lo vede opposto alla star asiatica Takanori Gomi: Pulver perde al primo round per KO, subendo quindi la sua quinta sconfitta in carriera.
Prosegue in Pride con alti e bassi e nel torneo Pride 2005 Lightweight Grand Prix viene subito eliminato da Hayato Sakurai.

### Ritorno in UFC

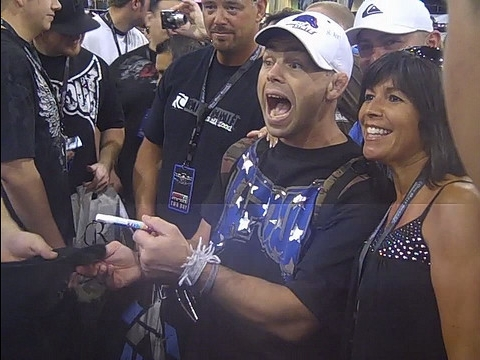
Jens Pulver al Fan Expo dell'evento UFC 100

Nel 2006 Pulver torna in UFC dove dimostra chiaramente di aver perso lo smalto dei bei tempi: viene messo KO da Joe Lauzon e nonostante la vittoria del team allenato da lui nella quinta edizione del reality show The Ultimate Fighter (vince il torneo Nate Diaz) viene sottomesso dal coach avversario B.J. Penn che quindi a distanza di più di cinque anni si prende la sua rivincita.
Dopo queste sconfitte Pulver decide di passare ai pesi piuma ed entrare nell'organizzazione World Extreme Cagefighting, che nel dicembre di quello stesso anno sarebbe stata acquisita dell'azienda che possiede anche l'UFC.

### World Extreme Cagefighting
La carriera di Pulver in WEC è disastrosa: debutta nel 2007 con una vittoria su Cub Swanson che porta il proprio record personale a 22-8-1, ma dopo quel match inanella ben cinque sconfitte consecutive, la prima delle quali valida per il titolo dei pesi piuma WEC contro Urijah Faber.
Nel 2009 viene allontanato dalla promozione con un record personale di 22-13-1.

### Dopo il WEC: ONE FC
Dopo l'avventura negativa con le promozioni della Zuffa Pulver prosegue la propria carriera in federazioni minori degli Stati Uniti d'America.
Nel 2011 e 2012 scende ulteriormente di peso prendendo parte a incontri di pesi gallo e pesi mosca, registrando un record personale di carriera di 26-16-1.
Nel 2012 combatte per l'ambiziosa promozione singaporiana ONE FC contro l'imbattuto Eric Kelly, perdendo per KO nel secondo round.
Partecipa al torneo ONE FC dei pesi gallo, e al primo turno supera ai punti il cinese Zhao Ya Fei; viene eliminato in semifinale dall'ex campione Shooto Masakatsu Ueda per sottomissione.
Nell'estate del 2014 viene scelto per allenare la squadra statunitense del reality show australiano Wimp 2 Warrior opposto alla squadra canadese guidata dall'atleta dell'UFC Chris Clements, ma proprio in quel periodo prese la decisione di ritirarsi dalle MMA.
Il ritiro fu però temporaneo e nel 2015 tornò a combattere in ONE FC: avrebbe dovuto partecipare ad un evento in Indonesia in febbraio contro Fransino Tirta ma lo show venne posticipato.

## Risultati nelle arti marziali miste
| Risultato | Record  | Avversario        | Metodo                               | Evento                             | Data              | Round | Tempo | Città                        | Note                                                    |
| --------- | ------- | ----------------- | ------------------------------------ | ---------------------------------- | ----------------- | ----- | ----- | ---------------------------- | ------------------------------------------------------- |
| Sconfitta | 27-19-1 | Sami Aziz         | Decisione (unanime)                  | SC 9: Gothenburg                   | 23 novembre 2013  | 3     | 5:00  | Göteborg, Svezia             |                                                         |
| Sconfitta | 27-18-1 | Masakatsu Ueda    | Sottomissione (d'Arce choke)         | ONE FC 8: Kings and Champions      | 5 aprile 2013     | 2     | 3:52  | Singapore                    | Torneo ONE FC Bantamweight Grand Prix, Semifinale       |
| Vittoria  | 27-17-1 | Zhao Ya Fei       | Decisione (unanime)                  | ONE FC 6: Rise of Kings            | 6 ottobre 2012    | 2     | 5:00  | Singapore                    | Torneo ONE FC Bantamweight Grand Prix, Quarti di finale |
| Sconfitta | 26-17-1 | Eric Kelly        | KO Tecnico (calcio al corpo e pugni) | ONE FC 5: Pride of a Nation        | 31 agosto 2012    | 2     | 1:46  | Quezon, Filippine            | Debutto in ONE FC                                       |
| Vittoria  | 26–16-1 | Jesse Thorton     | Decisione (unanime)                  | Operation: Fight Night             | 14 aprile 2012    | 3     | 5:00  | Fort Hood, Stati Uniti       |                                                         |
| Sconfitta | 25-16–1 | Tim Elliott       | KO (ginocchiata)                     | RFA 1: Elliott vs. Pulver          | 16 dicembre 2011  | 2     | 2:12  | Kearney, Stati Uniti         |                                                         |
| Vittoria  | 25–15-1 | Coty Wheeler      | KO Tecnico (pugni)                   | MMA Fight Pit: Genesis             | 13 agosto 2011    | 2     | 1:59  | Albuquerque, Stati Uniti     | Passa ai Pesi Gallo                                     |
| Sconfitta | 24-15–1 | Brian Davidson    | Sottomissione (rear naked choke)     | Titan FC 18                        | 27 maggio 2011    | 1     | 4:00  | Kansas City, Stati Uniti     |                                                         |
| Vittoria  | 24–14-1 | Wade Choate       | Decisione (non unanime)              | CCC 3                              | 5 marzo 2011      | 3     | 5:00  | Chicago, Stati Uniti         |                                                         |
| Vittoria  | 23–14-1 | Mike Lindquist    | Sottomissione (rear naked choke)     | XFO 38                             | 22 gennaio 2011   | 1     | 0:49  | Woodstock, Stati Uniti       |                                                         |
| Sconfitta | 22-14–1 | Diego Garijo      | Sottomissione (ghigliottina)         | PWP: War on the Mainland           | 14 agosto 2010    | 1     | 1:08  | Irvine, Stati Uniti          |                                                         |
| Sconfitta | 22-13–1 | Javier Vazquez    | Sottomissione (armbar)               | WEC 47: Bowles vs. Cruz            | 6 marzo 2010      | 1     | 3:41  | Columbus, Stati Uniti        |                                                         |
| Sconfitta | 22-12–1 | Josh Grispi       | Sottomissione (ghigliottina)         | WEC 41: Brown vs. Faber 2          | 7 giugno 2009     | 1     | 0:33  | Sacramento, Stati Uniti      |                                                         |
| Sconfitta | 22-11–1 | Urijah Faber      | Sottomissione (ghigliottina)         | WEC 38: Varner vs. Cerrone         | 25 gennaio 2009   | 1     | 1:34  | San Diego, Stati Uniti       |                                                         |
| Sconfitta | 22-10–1 | Leonard Garcia    | KO Tecnico (pugni)                   | WEC 36: Faber vs. Brown            | 5 novembre 2008   | 1     | 1:12  | Hollywood, Stati Uniti       |                                                         |
| Sconfitta | 22-9–1  | Urijah Faber      | Decisione (unanime)                  | WEC 34: Faber vs. Pulver           | 1º giugno 2008    | 5     | 5:00  | Sacramento, Stati Uniti      | Per il titolo dei Pesi Piuma WEC                        |
| Vittoria  | 22–8-1  | Cub Swanson       | Sottomissione (ghigliottina)         | WEC 31: Faber vs. Curran           | 12 dicembre 2007  | 1     | 0:35  | Las Vegas, Stati Uniti       | Debutto in WEC, Pesi Piuma                              |
| Sconfitta | 21-8–1  | B.J. Penn         | Sottomissione (rear naked choke)     | The Ultimate Fighter 5 Finale      | 23 giugno 2007    | 2     | 3:12  | Las Vegas, Stati Uniti       |                                                         |
| Sconfitta | 21-7–1  | Joe Lauzon        | KO (pugno)                           | UFC 63: Hughes vs. Penn            | 23 settembre 2006 | 1     | 0:47  | Anaheim, Stati Uniti         |                                                         |
| Vittoria  | 21–6-1  | Cole Escovedo     | KO (pugno)                           | IFL: Legends Championship 2006     | 29 aprile 2006    | 1     | 0:56  | Atlantic City, Stati Uniti   |                                                         |
| Vittoria  | 20–6-1  | Kenji Arai        | KO (soccer kick)                     | Pride Bushido 10                   | 2 aprile 2006     | 1     | 3:59  | Tokyo, Giappone              |                                                         |
| Sconfitta | 19-6–1  | Hayato Sakurai    | KO Tecnico (pugni)                   | Pride Bushido 9                    | 25 settembre 2005 | 1     | 8:56  | Tokyo, Giappone              | Pride 2005 Lightweight Grand Prix, Quarti di finale     |
| Vittoria  | 19–5-1  | Tomomi Iwama      | KO (pugno)                           | Pride Bushido 7                    | 22 maggio 2005    | 1     | 1:00  | Tokyo, Giappone              |                                                         |
| Sconfitta | 18-5–1  | Takanori Gomi     | KO (pugno)                           | Pride Shockwave 2004               | 31 dicembre 2004  | 1     | 6:29  | Saitama, Giappone            | Debutto in Pride                                        |
| Vittoria  | 18–4-1  | Stephen Palling   | KO (pugno)                           | Shooto Hawaii: Soljah Fight Night  | 9 luglio 2004     | 3     | 1:47  | Honolulu, Stati Uniti        |                                                         |
| Vittoria  | 17–4-1  | Naoya Uematsu     | KO (pugno)                           | Shooto 2004: 3/22 in Korakuen Hall | 22 marzo 2004     | 1     | 2:09  | Tokyo, Giappone              |                                                         |
| Vittoria  | 16–4-1  | Richard Hess      | Sottomissione (strangolamento)       | IFC: Battleground Boise            | 25 ottobre 2003   | 1     | 2:14  | Boise, Stati Uniti           |                                                         |
| Vittoria  | 15–4-1  | Joe Jordan        | KO                                   | Extreme Challenge 52               | 15 agosto 2003    | 2     | 3:12  | Rock Island, Stati Uniti     |                                                         |
| Sconfitta | 14-4–1  | Jason Maxwell     | KO (colpi)                           | HOOKnSHOOT: Absolute FC 3          | 24 maggio 2003    | 1     | 4:54  | Fort Lauderdale, Stati Uniti |                                                         |
| Sconfitta | 14-3–1  | Duane Ludwig      | KO (pugno)                           | UCC 12: Adrenaline                 | 25 gennaio 2003   | 1     | 1:13  | Montréal, Canada             |                                                         |
| Vittoria  | 14–2-1  | Takehiro Murahama | Decisione (non unanime)              | UFO: Legend                        | 8 agosto 2002     | 3     | 5:00  | Tokyo, Giappone              |                                                         |
| Vittoria  | 13–2-1  | Rob Emerson       | Decisione                            | Ultimate Wrestling                 | 29 giugno 2002    | 3     | 5:00  | Minneapolis, Stati Uniti     |                                                         |
| Vittoria  | 12–2-1  | B.J. Penn         | Decisione (maggioranza)              | UFC 35: Throwdown                  | 11 gennaio 2002   | 5     | 5:00  | Uncasville, Stati Uniti      | Difende il titolo dei Pesi Leggeri UFC                  |
| Vittoria  | 11–2-1  | Dennis Hallman    | Decisione (unanime)                  | UFC 33: Victory in Vegas           | 28 settembre 2001 | 5     | 5:00  | Las Vegas, Stati Uniti       | Difende il titolo dei Pesi Leggeri UFC                  |
| Vittoria  | 10–2-1  | Caol Uno          | Decisione (maggioranza)              | UFC 30: Battle on the Boardwalk    | 23 febbraio 2001  | 5     | 5:00  | Atlantic City, Stati Uniti   | Vince il titolo dei Pesi Leggeri UFC                    |
| Vittoria  | 9–2-1   | John Lewis        | KO (pugno)                           | UFC 28: High Stakes                | 17 novembre 2000  | 1     | 0:15  | Atlantic City, Stati Uniti   |                                                         |
| Vittoria  | 8–2-1   | Dave Gries        | KO                                   | Gladiators 10                      | 14 ottobre 2000   | -     | -     | Sioux City, Stati Uniti      |                                                         |
| Sconfitta | 7-2–1   | Din Thomas        | Sottomissione (heel hook)            | WEF: New Blood Conflict            | 26 agosto 2000    | 2     | 0:33  | Stati Uniti                  |                                                         |
| Vittoria  | 7–1-1   | João Roque        | Decisione (unanime)                  | UFC 26: Ultimate Field Of Dreams   | 9 giugno 2000     | 3     | 15:00 | Cedar Rapids, Stati Uniti    |                                                         |
| Vittoria  | 6–1-1   | Eric Hibler       | KO                                   | WEF 9: World Class                 | 13 maggio 2000    | 1     | 1:54  | Evansville, Stati Uniti      |                                                         |
| Vittoria  | 5–1-1   | David Velasquez   | KO Tecnico (colpi)                   | UFC 24: This Time It's Personal    | 10 marzo 2000     | 2     | 2:41  | Lake Charles, Stati Uniti    |                                                         |
| Vittoria  | 4–1-1   | Phil Johns        | KO (pugno)                           | WEF 8: Goin' Platinum              | 15 gennaio 2000   | 1     | 0:33  | Rome, Stati Uniti            |                                                         |
| Parità    | 3–1-1   | Alfonso Alcarez   | Parità                               | UFC 22: Only One Can be Champion   | 24 settembre 1999 | 2     | 5:00  | Lake Charles, Stati Uniti    | Debutto in UFC                                          |
| Vittoria  | 3–1     | Joe Stevenson     | KO (pugni)                           | Bas Rutten Invitational 3          | 1º giugno 1999    | 1     | 0:38  | Colorado, Stati Uniti        |                                                         |
| Vittoria  | 2–1     | Ray Morales       | Sottomissione (ghigliottina)         | Bas Rutten Invitational 3          | 1º giugno 1999    | 1     | 0:51  | Colorado, Stati Uniti        |                                                         |
| Sconfitta | 1–1     | David Harris      | Sottomissione (toe hold)             | Bas Rutten Invitational 2          | 24 aprile 1999    | 1     | 11:57 | Littleton, Stati Uniti       |                                                         |
| Vittoria  | 1–0     | Curtis Hill       | KO Tecnico (resa)                    | Bas Rutten Invitational 2          | 24 aprile 1999    | 1     | 3:00  | Littleton, Stati Uniti       |                                                         |